# Trichoniscus callorii
Trichoniscus callorii là một loài chân đều trong họ Trichoniscidae. Loài này được Brian miêu tả khoa học năm 1956.